# Richard Ward (Politiker)

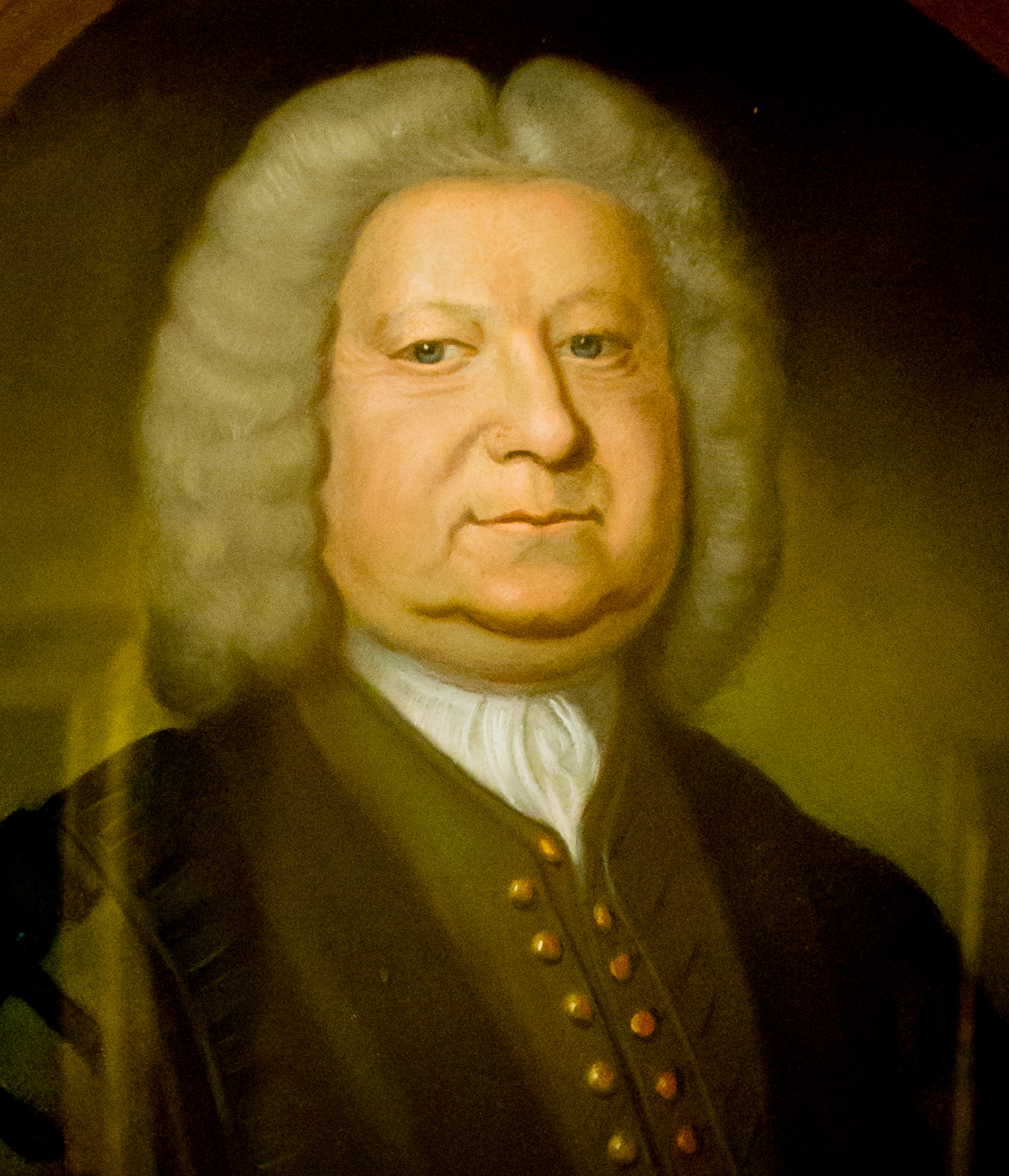
Richard Ward

Richard Ward (* 15. April 1689 in Newport, Colony of Rhode Island and Providence Plantations; † 21. August 1763 ebenda) war ein Politiker im kolonialen Nordamerika. Er war von 1741 bis 1742 der 22. Gouverneur der Colony of Rhode Island and Providence Plantations.

## Familie
Ward wurde als Sohn des Kaufmanns Thomas Ward und dessen Frau Amey Billings geboren. Sein Großvater väterlicherseits, Thomas Ward, stammte aus Gloucester. Er diente in der Armee von Oliver Cromwell und wanderte 1673, nach der Stuart-Restauration, nach Newport aus. 1709 heiratete Ward Mary Tillinghast. Aus der Ehe gingen 14 Kinder hervor, darunter Samuel Ward, der das Amt des Gouverneurs der Kolonie Rhode Island and Providence Plantations von 1762 bis 1763 sowie zwischen 1765 und 1767 bekleidete.

## Werdegang
Sein erstes öffentliches Amt übernahm Ward 1712 als 29. Generalstaatsanwalt von Rhode Island. Dieses Amt hatte er ein Jahr lang inne. Dann wurde er zum Sekretär der Generalversammlung der Kolonie ernannt und war zwischen 1714 und 1730 leitender Urkundsbeamter (Mitarbeiter der Gerichtsbarkeit) der Kolonie. 1726 gehörte er einer Delegation an, die die Grenze zu Connecticut festlegte. 1730 bis 1733 war Ward Außenminister der Kolonie, und ab 1740 übernahm er das Amt des stellvertretenden Gouverneurs. Ein Jahr später stieg er für eine Amtszeit zum 22. Gouverneur der Kolonie auf.
Nach seinem Tod 1763 wurde Ward in einer Gruft aus Ziegelsteinen auf dem Friedhof Common Burying Ground and Island Cemetery in Newport beigesetzt.

## Auszeichnungen
Ward wurde 1710 zum Ehrenbürger von Newport ernannt.